# 三田寛子
三田 寛子（みた ひろこ、1966年〈昭和41年〉1月27日 - ）は、日本のタレント、女優、歌手である。夫は歌舞伎役者の八代目中村芝翫。所属事務所はプントリネア。デビュー当時はスターダストプロモーションに所属した。株式会社BSフジ放送番組審議会委員。

## 略歴
京都市下京区の出身で、実家は染物屋である。東京都立代々木高等学校に入学したが、単位不足のため明治大学付属中野高校定時制に転校し卒業した。
クラスメイトには中森明菜、本木雅弘、薬丸裕英、布川敏和らがいる。
1980年に雑誌『セブンティーン』のモデルに応募し合格した。これがきっかけで上京した。同年10月、ソニーのカセットデッキのCMへの出演を経て、1981年にTBSのドラマ『2年B組仙八先生』で俳優としてデビューした（生徒・高坂ひとみ役）。
本名ではイメージが堅いとして芸名を付けることになり、ある日当時の所属事務所の社長が渋谷の青山学院大学の横を歩いていた時にふと「慶應があるのは三田だったな」といった話題になり、その時一緒にいた酒井政利が「これで行こう」と反応して三田で決まり、これに三田の名字とのバランスから姓名判断で下の名前は寛子となって芸名が決定した。
翌1982年3月21日、CBS・ソニーより、南沙織、山口百恵など300人あまりのアイドルやアーティストを送り出した酒井政利プロデュースで「駈けてきた処女」（作詞：阿木燿子、作曲：井上陽水）で歌手としてデビューした。同期デビューは早見優、松本伊代、石川秀美、小泉今日子、堀ちえみ、中森明菜、シブがき隊などで、「花の82年組」と呼ばれた。
その後『笑っていいとも!』（フジテレビ）の「寛子のおかし大好き」のコーナーでのいわゆる「天然ボケ」キャラクターでブレイクする。NHK教育『YOU』の司会などを務めたほか、女優としても多くのドラマに出演した。
1991年に中村芝翫（歌舞伎の三代目中村橋之助）と結婚した。
第一子を流産した後、後に歌舞伎役者となる男児を3人（中村橋之助、中村福之助、中村歌之助）もうける。その後は「4人の歌舞伎役者」を抱える“梨園の妻業”が生活の中心となったが、「主婦タレント」「元アイドル」としてメディアに登場している。
2023年8月5日に父が死去した。母も既に死去している。

## 人物
- 血液型はB型、身長160cm[要出典]。
- 趣味は、日本画・かな書・書道・茶道・お菓子作り[要出典]。小型船舶一級免許、世界遺産検定二級修得。

## 逸話
- 5枚目のシングル「初恋」は村下孝蔵のカバーで、オリジナル・シングルの2か月後に発売された。同曲の歌詞には、ソニーでデビューが決まって来社した際の、おかっぱ頭にセーラー服姿の三田のイメージが反映されていることを、同曲をプロデュースした須藤晃が語っている。同曲はまた、田尾安志（当時中日ドラゴンズ）と共演した花王トニックシャンプーのCMタイアップであったが、CMでは田尾とのデュエットバージョンが使われた。
- 夫と初デートの際に、ドライブする車の中で「カセットをかけてもいいですか？」と橋之助に聞かれて、「どんな曲を聴くのだろう？」と思ってOKした。しかし、流れてきたのは歌舞伎の演目であり驚いたが、「何て芸に熱心な人だろう」とその姿勢に惚れたという。

## ディスコグラフィ

### シングル
- 全てCBS・ソニーからリリース。

| #  | 発売日          | A/B面 | タイトル                     | 作詞                | 作曲                | 編曲             | 規格品番  |
| -- | --------------- | ----- | ---------------------------- | ------------------- | ------------------- | ---------------- | --------- |
| 1  | 1982年 3月21日  | A面   | 駈けてきた処女               | 阿木燿子            | 井上陽水            | 萩田光雄         | 07SH-1131 |
| 1  | 1982年 3月21日  | B面   | 何故ですか                   | 小林和子            | 芳野藤丸            | 船山基紀         | 07SH-1131 |
| 2  | 1982年 7月1日   | A面   | 夏の雫                       | 阿木燿子            | 井上陽水            | 坂本龍一         | 07SH-1180 |
| 2  | 1982年 7月1日   | B面   | ふたりぽっち物語             | 阿木燿子            | 井上陽水            | 後藤次利         | 07SH-1180 |
| 3  | 1982年 10月1日  | A面   | 色づく街                     | 有馬三恵子          | 筒美京平            | 川口真           | 07SH-1217 |
| 3  | 1982年 10月1日  | B面   | ピンク・シャドウ             | 岩沢幸矢 / 岩沢二弓 | 岩沢幸矢 / 岩沢二弓 | 松原正樹         | 07SH-1217 |
| 4  | 1983年 1月21日  | A面   | ひとりぽっちの卒業式         | 阿木燿子            | 見岳章              | 水谷公生         | 07SH-1250 |
| 4  | 1983年 1月21日  | B面   | カサノヴァ・サンバ           | 阿木燿子            | 見岳章              | 水谷公生         | 07SH-1250 |
| 5  | 1983年 4月21日  | A面   | 初恋                         | 村下孝蔵            | 村下孝蔵            | 若草恵           | 07SH-1285 |
| 5  | 1983年 4月21日  | B面   | 季節のファンタジー           | 鈴木隆子            | 川口真              | 川口真           | 07SH-1285 |
| 6  | 1983年 9月21日  | A面   | 野菊いちりん                 | 阿木燿子            | 村下孝蔵            | 萩田光雄         | 07SH-1384 |
| 6  | 1983年 9月21日  | B面   | 秋麗                         | 阿木燿子            | 岩里未央            | 萩田光雄         | 07SH-1384 |
| 7  | 1984年 1月21日  | A面   | 春の冒険                     | 竜真知子            | 林哲司              | 鷺巣詩郎         | 07SH-1451 |
| 7  | 1984年 1月21日  | B面   | ガラス窓                     | 竜真知子            | 林哲司              | 鷺巣詩郎         | 07SH-1451 |
| 8  | 1984年 8月1日   | A面   | 恋するメトロ                 | 國木田あこ 園部和範 | タケカワユキヒデ    | タケカワユキヒデ | 07SH-1539 |
| 8  | 1984年 8月1日   | B面   | 20才の前で                   | 茅野遊              | 小椋佳              | 若草恵           | 07SH-1539 |
| 9  | 1984年 11月21日 | A面   | ときめき おぼろ              | 岩里祐穂            | 岩里未央            | 入江純           | 07SH-1588 |
| 9  | 1984年 11月21日 | B面   | 見つめてほしい               | 康珍化              | 林哲司              | 川村栄二         | 07SH-1588 |
| 10 | 1985年 4月1日   | A面   | 死ぬまで笑ってて…            | 古田喜昭            | 古田喜昭            | 鷺巣詩郎         | 07SH-1620 |
| 10 | 1985年 4月1日   | B面   | 誘惑世代                     | SHOW                | 小田裕一郎          | 奥慶一           | 07SH-1620 |
| 11 | 1985年 7月21日  | A面   | ひとりぼっちのクーデター     | 売野雅勇            | 芹澤廣明            | 入江純           | 07SH-1664 |
| 11 | 1985年 7月21日  | B面   | 貝殻物語                     | 康珍化              | 林哲司              | 川村栄二         | 07SH-1664 |
| 12 | 1986年 4月10日  | A面   | 少年たちのように             | 中島みゆき          | 中島みゆき          | 萩田光雄         | 07SH-1754 |
| 12 | 1986年 4月10日  | B面   | 愛される花 愛されぬ花        | 中島みゆき          | 中島みゆき          | 萩田光雄         | 07SH-1754 |
| 13 | 1986年 10月22日 | A面   | 恋ごころ                     | 村下孝蔵            | 村下孝蔵            | 松本晃彦         | 07SH-1836 |
| 13 | 1986年 10月22日 | B面   | あまい あまい ラヴレター     | EPO                 | EPO                 | 松本晃彦         | 07SH-1836 |
| 14 | 1987年 6月21日  | A面   | TA-TI-TA〜涙のマリオネット〜 | 松宮恭子            | 松宮恭子            | 水谷公生         | 07SH-1948 |
| 14 | 1987年 6月21日  | B面   | 3度目のHONESTY               | 秋元康              | 柴矢俊彦            | 水谷公生         | 07SH-1948 |

### 未発売曲
| 発表年 | タイトル                                 | 概要                                                              |
| ------ | ---------------------------------------- | ----------------------------------------------------------------- |
| 1984年 | 赤い風船 作詞：安井かずみ 作曲：筒美京平 | 浅田美代子のカバー曲。 月曜ドラマランド『ハーイあっこです』主題歌 |

### アルバム

#### ベスト・アルバム
| 1st                              | 1983年11月1日  | BEST SELECTION                                |
| 1st                              | 1984年11月1日  | BEST SELECTION                                |
| 2nd                              | 1985年4月1日   | 三田寛子 ベスト・コレクション                 |
| 2nd                              | 1986年5月21日  | 三田寛子 ベスト・コレクション                 |
| 3rd                              | 1985年11月21日 | 三田寛子 BEST SELECTION                       |
| 3rd                              | 1986年11月1日  | 三田寛子 BEST SELECTION                       |
| Sony Music Entertainment (Japan) |                |                                               |
| 4th                              | 1999年9月22日  | GOLDEN J-POP/THE BEST 三田寛子                |
| 5th                              | 2002年10月9日  | DREAM PRICE 1000 三田寛子 初恋                |
| Sony Music Direct / GT music     |                |                                               |
| 6th                              | 2017年4月26日  | 三田寛子 GOLDEN☆BEST コンプリート・シングルズ |

### 映像作品
| 枚                                             | 発売日         | タイトル                           | 収録曲 | フォーマット   |
| CBS・ソニー                                    | CBS・ソニー    | CBS・ソニー                        | CBS・ソニー | CBS・ソニー    |
| ---------------------------------------------- | -------------- | ---------------------------------- | --- | -------------- |
| 1st                                            | 1982年6月21日  | 映・像・少・女                     | 1. レモン・センセーション 2. 忘れかけた子守唄 3. 駈けてきた処女 | VHS            |
| 1st                                            | 1982年6月21日  | 映・像・少・女                     | 1. レモン・センセーション 2. 忘れかけた子守唄 3. 駈けてきた処女 | ベータマックス |
| 2nd                                            | 1985年9月21日  | 夢あるき                           | 1. 待ちびと 2. 初恋 3. ピンク・シャドウ 4. ひとりぼっちのクーデター 5. 夕なぎ海岸 | VHS            |
| 2nd                                            | 1985年9月21日  | 夢あるき                           | 1. 待ちびと 2. 初恋 3. ピンク・シャドウ 4. ひとりぼっちのクーデター 5. 夕なぎ海岸 | ベータマックス |
| 2nd                                            | 1985年10月21日 | 夢あるき                           | 1. 待ちびと 2. 初恋 3. ピンク・シャドウ 4. ひとりぼっちのクーデター 5. 夕なぎ海岸 | LD             |
| 2nd                                            | 1985年10月21日 | 夢あるき                           | 1. 待ちびと 2. 初恋 3. ピンク・シャドウ 4. ひとりぼっちのクーデター 5. 夕なぎ海岸 | VHD            |
| Sony Music Direct / オーダーメイドファクトリー |                |                                    | |                |
| 3rd                                            | 2015年9月8日   | 三田寛子アイドル・ミラクルビジョン | 『映・像・少・女』より 1. レモン・センセーション 2. 忘れかけた子守唄 3. 駈けてきた処女 『夢あるき』より 1. 待ちびと 2. 初恋 3. ピンク・シャドウ 4. ひとりぼっちのクーデター 5. 夕なぎ海岸 | DVD            |

### タイアップ曲
| 楽曲                          | タイアップ                                                |
| ----------------------------- | --------------------------------------------------------- |
| 駈けてきた処女                | カルピス『カルピスソーダ』CMソング                        |
| 夏の雫                        | ソニーヘッドホンラジカセ『STEREO 050』CMソング            |
| 初恋                          | 花王『花王トニックシャンプー』CMソング                    |
| 野菊いちりん                  | キティ・フィルム提携作品 東宝映画『みゆき』挿入歌         |
| 20才の前で                    | TBS系テレビ“愛の劇場”『わが子よIV』主題歌                 |
| 誘惑世代                      | フジテレビ系ドラマ『新ハーイあっこです』主題歌            |
| ひとりぼっちのクーデター      | 日本テレビ系ドラマ『家族ジャングル』主題歌                |
| 少年たちのように              | NECパーソナルワープロ『文豪ミニ』CMソング                 |
| あまい あまい ラヴレター      | フジテレビ系『笑っていいとも!・寛子のおかし大好き』挿入歌 |
| TA-TI-TA 〜涙のマリオネット〜 | NECワープロ『文豪ミニ』CMソング                           |

## 出演

### テレビドラマ
- 2年B組仙八先生（1981年4月17日 - 1982年3月26日、TBS）[13] - 高坂ひとみ 役
- 峠の群像（1982年1月10日 - 12月19日、NHK総合） - かる 役
- テレビシテイ（TBS）
  - アイコ16歳（1982年9月1日・8日） - 金沢清美 役
  - 愛の讃歌 越路吹雪の青春（1983年5月11日・18日）
- ドラマ人間模様（NHK総合）
  - いつか来た道（1983年2月27日 - 3月20日） - 主演・曽我昭子 役
  - いま、村は大ゆれ（1984年6月9日 - 30日）
  - 富士山麓（1985年2月9日 - 3月16日） 主演・杏子 役
- ザ・サスペンス 川崎探偵団（1983年7月23日、TBS）
- 天まであがれ!2（1983年7月30日 - 10月29日、日本テレビ） - 掛布真弓 役
- 激愛・三月までの…（1984年1月19日 - 3月29日、TBS） - 主演・香坂すみれ 役
- 2年B組仙八先生スペシャル（1984年4月6日、TBS） - 高坂ひとみ 役
- 愛の劇場 わが子よIV（1984年7月30日 - 9月14日、TBS）
- 月曜ドラマランド（フジテレビ）
  - ハーイあっこです（1984年11月5日・1985年10月14日） - 主演・坂本あつこ 役
  - アイドルを探せ 花の女子寮、潜入（秘）初体験!!（1985年3月11日） - 主演
  - はいからさんが通る（1985年4月15日） - 主演・花村紅緒 役
  - 藤子不二雄の夢カメラ2 第3話「闇からの訪問者」（1987年3月2日）[13] - 主演
- 花の女子校 聖カトレア学園（1985年4月10日 - 7月3日、テレビ東京）
- 家族ジャングル（1985年7月12日 - 9月27日、日本テレビ） - 小泉江梨子 役
- 連続テレビ小説 いちばん太鼓（1985年10月7日 - 1986年4月5日、NHK総合） - ヒロイン・沢井雛子（岸雛子） 役
- 二十歳の時（1986年6月9日、フジテレビ） - 主演
- 東芝日曜劇場（TBS）
  - A列車でいこう（1986年9月14日） - 主演・佐伯みどり 役
  - 僕といつまでも（1988年4月10日） - 白山たえ子 役
- 新米保母さん奮戦記（1986年12月1日、テレビ東京）
- 森繁久彌の七人の孫（1987年1月2日、TBS）
- 水曜ドラマスペシャル（TBS）
  - さんまの花ムコ見習試験（1987年4月1日）
  - ママと私の捕物帳（1987年8月26日） - 主演・ミキ 役
- 恋人よわれに帰れ!（1987年9月24日、テレビ朝日）
- 風呂上がりの夜空に（1987年11月10日 - 12月22日、テレビ朝日） - 主演・花室もえ 役（錦織一清とのW主演）
- 君の瞳をタイホする!（1988年1月4日 - 3月21日、フジテレビ） - 高田佐和子 役
- 火曜スーパーワイド ヨコハマ幽霊ホテル（1988年5月17日、テレビ朝日） - 主演・栗田みずき 役
- 火曜サスペンス劇場 花婿は殺人者（1988年6月7日、日本テレビ） - 主演・鮎川十糸子 役
- 木曜ゴールデンドラマ（よみうりテレビ）
  - 結婚ごっこ（1988年12月15日）
  - 嫁・姑・大姑3（1989年10月5日）
  - 母の離婚・娘の結婚（1991年5月30日） - 主演・弘美 役
  - あゝ愛しき家族（1991年10月3日）
  - 鉄窓の中の天使（1991年11月28日） - 主演・森田幸子 役
- ドラマ23 パパが私で私がパパで（1989年1月4日 - 12日、TBS） - 主演・沙織 役
- 土曜ドラマスペシャル 娘と私のアホ旅行 ガンコな母とおっとり娘が海外旅行初体験! 夢のスペイン珍道中（1989年4月15日、TBS） - 主演
- 月曜・女のサスペンス イニシャルの秘密（1989年6月5日、テレビ東京）
- 水曜グランドロマン 赤いカニ（1989年7月26日、日本テレビ）
- 夫婦善哉（1990年1月1日、フジテレビ）
- 土曜ドラマ・家族の値段（1990年1月20日 - 27日、NHK総合） - 右女 役
- 野望の国 花燃える日日 青春航路 炎の章（1990年2月17日・24日、日本テレビ） - 村川千春 役
- 火曜スーパーワイド 24歳おんなだけの露天風呂（1990年3月6日、テレビ朝日） - 岡野麻美 役
- 山村美紗サスペンス 哲学の小径の少女（1990年4月2日、関西テレビ） - 主演
- 暴れん坊将軍III 春のスペシャル 第106話「激闘! 大坂城 吉宗に挑む豊臣一族!」（1990年4月7日、テレビ朝日） - お雪 役
- 外科医有森冴子 第3話「花嫁の乳房」、第12話・最終回「挑戦」（1990年4月28日・6月30日、日本テレビ）
- カサブランカ物語 怪盗に口づけを! 第2話「逆タマの道は迷い道」（1990年7月22日、テレビ東京）
- ニューヨーク恋物語II 男と女（1990年10月18日 - 12月20日、フジテレビ） - 白石典子 役
- 次郎長三国志（1991年1月2日、テレビ東京） - お米 役
- 女に定年はありません（1991年1月2日、朝日放送）
- 世にも奇妙な物語「奇跡の子供」（1991年5月16日、フジテレビ） - 主演・立花由佳 役
- 火曜ミステリー劇場 お嬢さま捜査官 田園調布の女刑事VS白石蔵王の娘デカ（1991年5月16日、テレビ朝日） - 主演・亮子 役
- デパート!夏物語 第9話「もうカンベン! 店員泣かせのゴネる娘とお母さま!!」（1991年8月27日、TBS） - 清川彩 役
- 土曜ワイド劇場（テレビ朝日）
  - 遠野殺人事件 東京－みちのく民話の里（1992年10月24日） - 主演
  - 駅弁探偵殺人事件」（1992年12月19日・1995年9月16日） - 主演・田村サツキ 役
  - ふたつの町のひとりの女（1993年10月30日） - 中沢里美 役
- 次郎長三国志 血煙り荒神山（1995年3月27日、NHK BS-9）
- 19（ナインティーン）・広島発ミュージシャン誕生物語（2000年2月12日、中国放送） - 大竹ノリコ 役
- はじめての味（2004年7月7日、BS-i） - フミ 役
- 月曜名作劇場 はぐれ署長の殺人急行 九十九里浜迷宮ダイヤ（2016年12月5日、TBS） - 北斗ひかり 役

### 情報番組
- 一枚の写真（フジテレビ）
- YOU（NHK教育） - 司会（1985年4月 - 9月）
- テレビ動物園（1998年1月10日 - 3月27日、朝日放送） - 司会
- 趣味悠々 いろはに学ぶ書の心　かなの美（NHK教育）
- はなまるマーケット（2000年、TBS）
- 京都・食の歳時記〜旬を粋に〜（BSフジ・KBS京都）
- ひるおび!（TBS）
- たしなみLady（2016年10月2日 - 、フジテレビ）
- おもてなしの基礎英語（2018年4月2日 - 、NHK教育） - 2018年度生徒
- 情報プレゼンター とくダネ!（フジテレビ）
- 暦に集う (2019年1月6日 - 2025年3月30日、BS朝日) - ナレーション[14]
- 暦に願う (2025年4月6日 - 、BS朝日) - ナレーション[15]

### バラエティ番組
- ザ・パーティー鶴瓶です（1984年、毎日放送） - レギュラー出演
- 笑っていいとも!（1984年10月 - 1987年9月、フジテレビ） - 月曜日にレギュラー出演
- さよなら大放送 おもしろ国鉄スペシャル（1987年3月31日 - 4月1日、日本テレビ） - 司会
- オールアイドル天国（1987年、フジテレビ） - 司会
- なるほどザ・ワールド（フジテレビ）
- 敏感!エコノクエスト（TBS） - レギュラー出演
- なんてったって好奇心（フジテレビ） - 司会
- 痛快TV スカッとジャパン（フジテレビ） - 準レギュラー
- 優しい人なら解ける クイズやさしいね（フジテレビ） - 不定期出演
- くりぃむクイズ ミラクル9（テレビ朝日）- 不定期出演

### 映画
- みゆき（1983年、東宝） - ヒロイン・鹿島みゆき 役[13]
- 11ぴきのねことあほうどり（1986年） - 娘・あほうどり 役
- Let's豪徳寺!（1987年、松竹） - 狛江百合 役
- 男はつらいよ 寅次郎サラダ記念日（1988年、松竹） - 由紀 役
- 疵（1988年、東映） - 花屋店員 役
- 開港風雲録 YOUNG JAPAN（1989年、東宝）※横浜地区のみで公開

### ラジオ
- 家族（NHKラジオ第1「ラジオ劇場」）
- 新しい人よ眼ざめよ（1985年1月15日、NHK-FM） - 妹
- 不思議の国のヒロコの不思議（NHK-FM） - 谷山浩子原作のラジオドラマ。
- るんるんナイト 松宮一彦ワオ!（TBSラジオ） - 月曜パートナー
- チャレンジ号の冒険（TBSラジオ） - 福武書店（現：ベネッセコーポレーション）提供のラジオドラマ。ヒロコ先生役を務めた。
- パンサー向井の＃ふらっと（2022年3月29日 - 、TBSラジオ) - 水曜パートナー[16]
- 三田寛子のレッツ健康レディオ（文化放送）
- 今夜もブリブリ（ニッポン放送） - 伊武雅刀とDJ
- 学校ぐるみ放課後ベストテン（ニッポン放送・MBSラジオ）
- ABCラジオジラ（朝日放送ラジオ）[2]
- MBSヤングタウン金曜日（MBSラジオ）[2]

### 舞台
- リトル ウィミン(若草物語) （日生劇場）
- 終着駅 （帝国劇場）
- 12ヶ月のニーナ （青山劇場）

### コンサート
- 三田寛子デビューコンサート （1982年3月20日、東京郵便貯金ホール）
- Welcome to Dream Century （1986年5月11日、日本青年館）

### CM
- ソニー（初代法人、現・ソニーグループ）
  - カセットデッキ「DIGIC DECK TC-FX6」（1980年）
  - ヘッドホンラジカセ「STEREO050（ゼロハン）」（1982年）- ウォークマンとラジカセがジャンルを越えて融合したような製品。コピーは「君は、ウォークマンのようだ」[17]。
- カルピス（初代法人、現・アサヒ飲料） カルピスソーダ（1982年）
- 花王
  - エッセンシャルシャンプー（1982年）
  - トニックシャンプー（田尾安志と共演。1983年）
- スリーライン学生服（1983年）
- キッコーマン オイスターソース（1985年）
- 三共（現・第一三共ヘルスケア）ルル（1985年 - 1989年）
- カルビーポテトチップス（1987 - 1988年）
- NEC 文豪シリーズ（1986 - 1988年）
- トランスコスモス（1991年）
- 大森屋 海苔
- エステー化学（現・エステー） 「微香DE消臭」
- ライオン バファリン スーパー手間なしブライト
- 永谷園 「お茶漬け海苔」
- 日本テレコム（現・ソフトバンク）
- アピデ
- ヤヨイ化学工業 ルーアマイルド
- 東京ガス（1985年-1989年）[18]
- レディースアートネイチャー ジュリア・オージェ[19]
- エミネット 天使のララ（2024年）[20]

## 著書
- 『まぶしい16歳―このきらめきいつまでも』（1982年、ワニブックス） ISBN 4584200378
- 『三田寛子写真集―HIROCO MITA ALBUM』（1984年、講談社） ISBN 406174917X
- 『寛子の東京ひとり暮らし』(1985年、学陽書房) ISBN 4313700358
- 『寛子のおかし大好き』（1986年、学研）
- 『寛子のおかし大好き・その2』（学研）
- 『三田寛子の素敵なお菓子作り』（1992年、グラフ社）ISBN 476620252X
- 『三田寛子秋冬の手あみ』（1996年、ブティック社）ISBN 4834710653
- 『さいしょの一歩 三田寛子の妊娠・出産・育児エッセイ』（1997年、小学館） ISBN 4093470618
- 『ママのきもち バーバパパの赤ちゃん日記』（2000年、講談社） ISBN 4062100878
- 『銀婚式』中央公論新社、2016年11月。ISBN 978-4120049170。